# Kościół Świętych Apostołów Piotra i Pawła w Dziembowie
Kościół Świętych Apostołów Piotra i Pawła w Dziembowie – rzymskokatolicki kościół parafialny w Dziembowie należący do parafii pod tym samym wezwaniem (dekanat Wysoka diecezji bydgoskiej).

## Historia i architektura

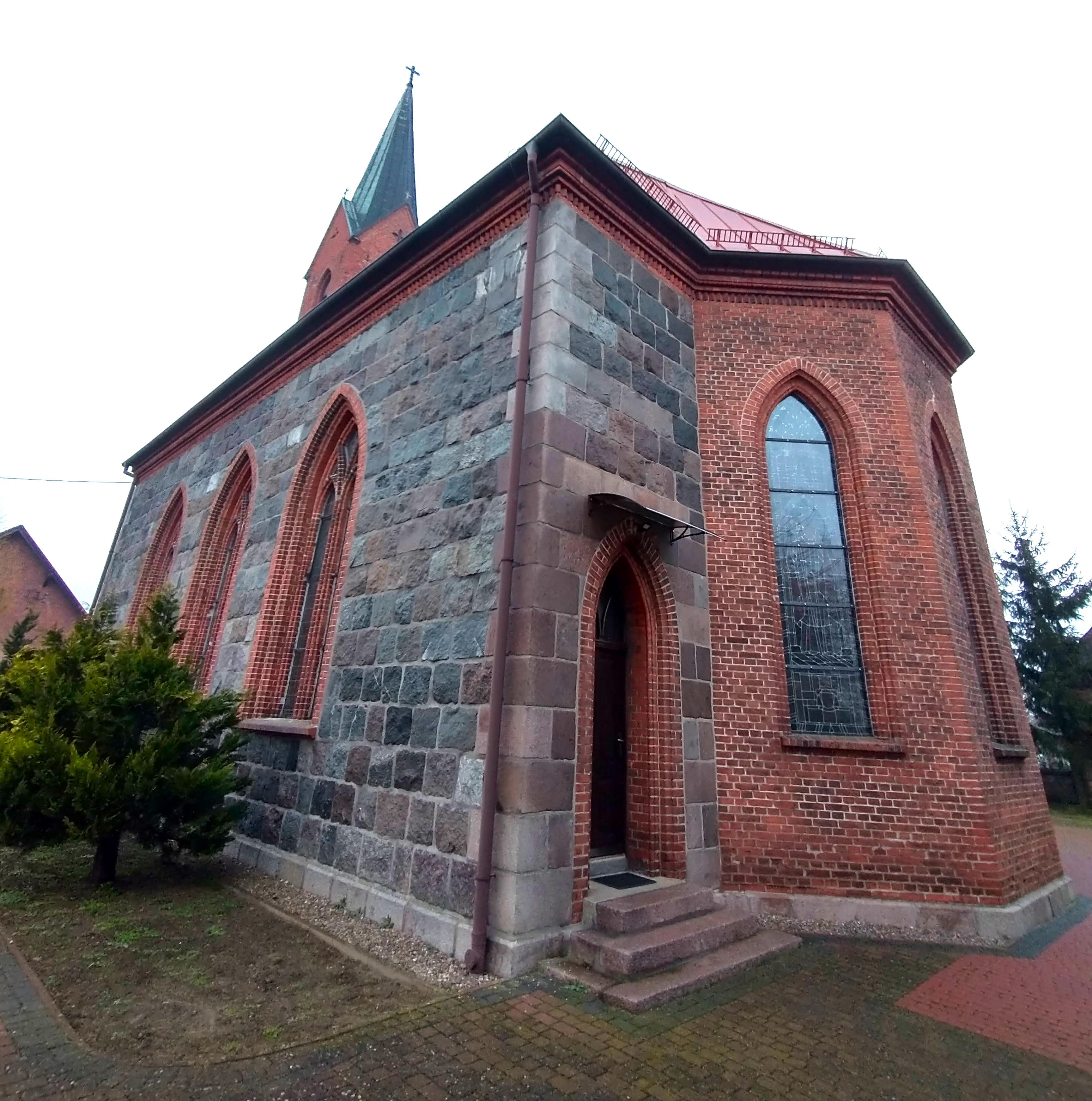
Widok od prezbiterium

Jest to neogotycka świątynia z kamienia ciosanego i cegły, ze strzelistą wieżą (około 30 metrów wysokości), wybudowana w latach 1873–74 przez Lebrechta von Klitzinga dla swojej rodziny oraz nielicznej gminy luterańskiej. Po zakończeniu II wojny światowej kościół był opuszczony. Równocześnie mieszkańcy Dziembowa i Dziembówka zabiegali u władz państwowych o przyznanie im prawa do przejęcia świątyni ewangelickiej. Po pomyślnym zakończeniu tych starań, w dniu 24 marca 1946 roku ks. Czesław Pałkowski poświęcił kościół w Dziembowie dla potrzeb kultu katolickiego. Od tego czasu świątynia pełniła funkcję kościoła pomocniczego parafii w Morzewie aż do 10 grudnia 1962 roku, kiedy to prymas Polski ksiądz kardynał Stefan Wyszyński erygował samodzielną parafię obejmującą Dziembowo i Dziembówko. Pierwszym jej proboszczem został mianowany ksiądz Józef Mecha.

## Wyposażenie
Świątynia w Dziembowie nie posiada zabytkowego wyposażenia. Na uwagę zasługuje witraż przedstawiający Chrystusa Zmartwychwstałego (wykonany pod koniec XIX wieku). W kruchcie znajduje się tablica marmurowa, ze spisem poległych, pochodząca ze zniszczonego pomnika ufundowanego przez mieszkańców wsi ofiarom I wojny światowej. Chrzcielnica i ołtarz zostały wykonane w 1975 roku przez ludowego rzeźbiarza Antoniego Gładycha z Morzewa. W 2003 roku dzięki wsparciu parafian zostały zamontowane na wieży kościelnej dzwony elektroniczne, a także przeprowadzony został remont kapitalny świątyni.